# South San Francisco
South San Francisco est une ville du comté de San Mateo, dans la péninsule de San Francisco et la région de la baie de San Francisco, en Californie, États-Unis.

## Démographie
| Groupe                           | South San Francisco | Californie | États-Unis |
| -------------------------------- | ------------------- | ---------- | ---------- |
| Blancs                           | 37,3                | 57,6       | 72,4       |
| Asiatiques                       | 36,6                | 13,1       | 4,8        |
| Autres                           | 15,1                | 17,0       | 6,2        |
| Métis                            | 6,1                 | 4,9        | 2,9        |
| Afro-Américains                  | 2,6                 | 6,2        | 12,6       |
| Océaniens                        | 1,8                 | 0,4        | 0,2        |
| Amérindiens                      | 0,6                 | 1,0        | 0,9        |
| Total                            | 100                 | 100        | 100        |
|                                  |                     |            |            |
| Hispaniques et Latino-Américains | 34,0                | 37,6       | 16,7       |

Selon l'American Community Survey pour la période 2010-2014, 43,23 % de la population âgée de plus de 5 ans déclare parler l'anglais à la maison, 25,45 % déclare parler l'espagnol, 11,57 % le tagalog, 8,92 % une langue chinoise, 1,81 % l'hindi, 1,26 % une langue océanienne (principalement samoan), 1,17 % l'arabe, 0,89 % le russe, 0,60 % le vietnamien, 0,60 % l'italien et 4,56 % une autre langue.
| 1910  | 1920  | 1930  | 1940  | 1950   | 1960   |
| ----- | ----- | ----- | ----- | ------ | ------ |
| 1 989 | 4 411 | 6 193 | 6 629 | 19 351 | 39 418 |

| 1970   | 1980   | 1990   | 2000   | 2010   | - |
| ------ | ------ | ------ | ------ | ------ | - |
| 46 646 | 49 393 | 54 312 | 60 552 | 63 632 | - |

## Jumelages
Atotonilco el Alto (Mexique)
 Kishiwada (Japon)
 Lucca (Italie)
 Pasig City (Philippines)
 Saint-Jean-Pied-de-Port (France)